# Том Кемперс
Том Кемперс (нід. Tom Kempers; нар. 1 червня 1969) — колишній нідерландський тенісист.
Найвищу одиночну позицію світового рейтингу — 253 місце досяг 28 лютого 1994, парну — 42 місце — 10 серпня 1998 року.
Здобув 4 парні титули.
Найвищим досягненням на турнірах Великого шолома було 3 коло в парному розряді.

## Парний розряд титули (4)
| Результат | Ранг | Дата | Турнір            | Покриття | Партнер         | Суперники у фіналі                  | Рахунок у фіналі |
| --------- | ---- | ---- | ----------------- | -------- | --------------- | ----------------------------------- | ---------------- |
| Поразка   | 1.   | 1990 | Афіни, Греція     | Ґрунт    | Ріхард Крайчек  | Серхіо Касаль Хав'єр Санчес         | 6–4, 6–7, 3–6    |
| Перемога  | 1.   | 1991 | Палермо, Італія   | Ґрунт    | Якко Елтінг     | Еміліо Санчес Вікаріо Хав'єр Санчес | 3–6, 6–3, 6–3    |
| Перемога  | 2.   | 1994 | Палермо, Італія   | Ґрунт    | Джек Вейт       | Ніл Брод Грег Ван Ембург            | 7–6, 6–4         |
| Поразка   | 2.   | 1995 | Валенсія, Іспанія | Ґрунт    | Джек Вейт       | Томас Карбонелл Франсіско Ройг      | 5–7, 3–6         |
| Перемога  | 3.   | 1998 | Копенгаген, Данія | Килим    | Менно Остінг    | Ян Сімерінк Бретт Стівен            | 6–4, 7–6         |
| Перемога  | 4.   | 1998 | Кіцбюель, Австрія | Ґрунт    | Даніель Оршанік | Джошуа Ігл Ендрю Кратцманн          | 6–3, 6–4         |